# Coupe de France masculine de handball 2013-2014
Navigation
Coupe de France 2012-2013 Coupe de France 2014-2015
La Coupe de France masculine de handball 2013-2014 est la 31e édition de la compétition, compétition à élimination directe mettant aux prises des clubs de handball amateur et professionnel affiliés à la Fédération française de handball. Depuis 2010, les finales (départementales, régionales et nationales) se déroulent dans la même journée au palais omnisports de Paris-Bercy, mais celui-ci étant en travaux, elles se joueront à la halle Georges-Carpentier dans le 13e arrondissement de Paris
le Paris Saint-Germain HB remporte son deuxième titre dans la compétition en disposant en finale du Chambéry Savoie Handball 31 à 27. Pour Chambéry, il s'agit de leur 5e défaite en finale en autant de matchs.

## Déroulement de la compétition
La compétition est répartie sur huit tours plus une finale où les clubs amateurs rentrent les premiers, rejoints par les clubs professionnels de deuxième division, puis de première :
- 1er tour : Entrée des clubs de N3, N2, N1. Tirage par secteur géographique.
- 2e tour : Tirage par secteur géographique sans protection.
- 3e tour : Entrée des clubs de D2. Tirage par secteur géographique sans protection.
- 4e tour : Tirage par secteur géographique sans protection.
- 5e tour : Entrée des clubs de D1 et tirage par secteur géographique avec protection des clubs de D1.
- Tableau final à partir des 1/8e : Tirage intégral.

## Résultats détaillés

### Troisième tour
| Division | Club                       | Résultat | Club                | Division | Lieu                                | Date, heure                  |
| -------- | -------------------------- | -------- | ------------------- | -------- | ----------------------------------- | ---------------------------- |
| Nat. 2   | Pouzauges Vendée Handball  | 34-35    | Lanester HB         | Nat. 1   | Salle de l'Étoile, Pouzauges        | Samedi 2 novembre, 19 h 00   |
| Nat. 2   | CJF Saint-Malo             | 28-30    | JS Cherbourg MHB    | Nat. 1   | Salle du Naye, Saint-Malo           | Samedi 2 novembre, 19 h 00   |
| Nat. 1   | Pau Nousty Sports          | 37-25    | Limoges Hand        | Nat. 1   | Salle Municipale, Nousty            | Samedi 2 novembre, 19 h 30   |
| Nat. 1   | HBC Libourne               | 24-36    | Billère Handball    | Pro D2   | Salle G. Kany, Libourne             | Samedi 2 novembre, 20 h 00   |
| Nat. 2   | Territoire Est Charente HB | 21-29    | ES Bruges Handball  | Nat. 1   | Gymnase Municipal, La Rochefoucauld | Samedi 2 novembre, 20 h 15   |
| Nat. 2   | ASB Rezé Handball          | 21-20    | CPB Rennes Handball | Nat. 1   | Gymnase Evelyne-Crétual, Rezé       | Dimanche 3 novembre, 16 h 00 |

### Quatrième tour
| Division | Club                      | Résultat       | Club                      | Division  | Lieu                                          | Date, heure                   |
| -------- | ------------------------- | -------------- | ------------------------- | --------- | --------------------------------------------- | ----------------------------- |
| (Nat. 1) | ESM Gonfreville l'Orcher  | 25-34          | UMS Pontault-Combault HB  | (Pro D2)  | Gymnase Auguste Delaune, Gonfreville-l'Orcher | Vendredi 29 novembre, 20 h    |
| (Pro D2) | US Créteil                | 20-0 (forfait) | JS Bénédictine            | (Réunion) | Palais des sports Robert-Oubron, Créteil      | Vendredi 29 novembre, 20 h 30 |
| (Nat. 1) | Épinal Handball           | 40-41          | Mulhouse HSA              | (Pro D2)  | Palais des sports, Épinal                     | Vendredi 29 novembre, 20 h 30 |
| (Nat. 1) | HC Gien Loiret            | 29-44          | Angers Noyant Handball    | (Pro D2)  | Salle Cuiry, Gien                             | Vendredi 29 novembre, 20 h 30 |
| (Nat. 1) | Cavigal Nice SHB          | 29-23          | GFCO Ajaccio HB           | (Nat. 1)  | Salle Pasteur, Nice                           | Samedi 30 novembre, 16 h      |
| (Nat. 2) | Handball Bagnols-Marcoule | 32-35          | ROC Aveyron Handball      | (Nat. 1)  | Halle des Eyrieux, Bagnols-sur-Cèze           | Samedi 30 novembre, 18 h      |
| (Nat. 2) | HBC La Thérouanne         | 21-26          | CREA Handball Oissel      | (Nat. 1)  | Gymnase la Chevée, Thérouanne                 | Samedi 30 novembre, 18 h 30   |
| (Nat. 1) | Grenoble SMH/GUC Handball | 27-22          | Montelimar CHB            | (Nat. 1)  | Halle des sports Pablo Neruda, Grenoble       | Samedi 30 novembre, 19 h      |
| (Nat. 1) | Pau Nousty Sports         | 28-22          | Girondins de Bordeaux HBC | (Pro D2)  | Salle Municipale, Nousty                      | Samedi 30 novembre, 19 h 30   |
| (Nat. 2) | ASB Rezé Handball         | 30-29          | Lanester HB               | (Nat. 1)  | Gymnase Evelyne-Crétual, Rezé                 | Samedi 30 novembre, 20 h      |
| (Nat. 1) | Asnières HC               | 19-32          | Chartres MHB              | (Pro D2)  | Halle Georges Carpentier, Asnières            | Samedi 30 novembre, 20 h 30   |
| (Nat. 1) | ES Bruges Handball        | 18-28          | Billère Handball          | (Pro D2)  | Palais des sports Arc-en-Ciel, Bruges         | Samedi 30 novembre, 20 h 30   |
| (Nat. 2) | AS Folschviller HB        | 34-33          | HBC Semur-en-auxois       | (Nat. 1)  | Centre Marcel Martin, Folschviller            | Samedi 30 novembre, 20 h 30   |
| (Nat. 2) | CL Marsannay HB           | 26-28          | Villefranche HBB          | (Nat. 1)  | Salle Georges Enselme, Marsannay-la-Côte      | Samedi 30 novembre, 20 h 30   |
| (Nat. 1) | Caen Handball             | 29-28          | Massy Essonne Handball    | (Pro D2)  | Palais des sports, Caen                       | Dimanche 1 décembre, 16 h     |
| (Nat. 1) | JS Cherbourg              | 30-32          | SMV Vernon Saint-Marcel   | (Pro D2)  | Salle Chantereyne, Cherbourg                  | Dimanche 1 décembre, 16 h     |
| (Nat. 2) | AS Monaco Handball        | 25-24          | Valence Handball          | (Pro D2)  | Salle Gaston Médecin, Monaco                  | Dimanche 1 décembre, 16 h     |
| (Nat. 2) | Plobsheim Handball        | 29-27          | HBC Sarrebourg            | (Nat. 1)  | Gymnase des Malteries, Schiltigheim           | Dimanche 1 décembre, 16 h     |

### Seizième de finale
| Division      | Club                      | Résultat | Club                        | Division     | Lieu                                     | Date, heure                   |
| ------------- | ------------------------- | -------- | --------------------------- | ------------ | ---------------------------------------- | ----------------------------- |
| (Nationale 1) | Grenoble SMH/GUC Handball | 20-34    | Montpellier AHB             | (Division 1) | Halle Clemenceau, Grenoble               | Mardi 17 décembre, 20 h 00    |
| (Nationale 2) | AS Monaco Handball        | 25-30    | USAM Nîmes                  | (Division 1) | Salle Gaston Médecin, Monaco             | Mercredi 18 décembre, 20 h 00 |
| (Nationale 1) | Pau Nousty Sports         | 25-33    | HBC Nantes                  | (Division 1) | Salle Municipale, Nousty                 | Vendredi 20 décembre, 20 h 30 |
| (Pro D2)      | Angers Noyant Handball    | 26-27    | Cesson-Rennes MHB           | (Division 1) | Salle Jean-Bouin, Angers                 | Samedi 21 décembre, 19 h 00   |
| (Pro D2)      | US Créteil HB             | 30-35    | Paris Saint-Germain         | (Division 1) | Palais des sports Robert-Oubron, Créteil | Samedi 21 décembre, 20 h 00   |
| (Nationale 2) | AS Folschviller HB        | 32-36    | Sélestat AHB                | (Division 1) | Centre Marcel Martin, Folschviller       | Samedi 21 décembre, 20 h 00   |
| (Nationale 2) | Plobsheim Handball        | 22-36    | Dijon Bourgogne Handball    | (Division 1) | Gymnase des Malteries, Schiltigheim      | Samedi 21 décembre, 20 h 00   |
| (Pro D2)      | SMV Vernon Saint-Marcel   | 21-28    | US Dunkerque HGL            | (Division 1) | Gymnase du Grévarin, Vernon              | Samedi 21 décembre, 20 h 00   |
| (Nationale 1) | ROC Aveyron Handball      | 23-42    | Saint-Raphaël VHB           | (Division 1) | L'Amphithéâtre, Rodez                    | Samedi 21 décembre, 20 h 30   |
| (Pro D2)      | UMS Pontault-Combault HB  | 29-28    | US Ivry HB                  | (Division 1) | Espace Boisramé, Pontault-Combault       | Samedi 21 décembre, 20 h 30   |
| (Nationale 1) | Cavigal Nice SHB          | 29-31    | Pays d'Aix UCH              | (Division 1) | Salle Pasteur, Nice                      | Samedi 21 décembre, 20 h 45   |
| (Nationale 1) | CREA Handball Oissel      | 25-35    | Billère Handball            | (Pro D2)     | Palais des sports, Rouen                 | Dimanche 22 décembre, 15 h 15 |
| (Nationale 1) | Caen Handball             | 25-35    | Chartres Métropole Handball | (Pro D2)     | Palais des sports, Caen                  | Dimanche 22 décembre, 16 h 00 |
| (Nationale 2) | ASB Rezé Handball         | 20-36    | Fenix Toulouse              | (Division 1) | Gymnase Evelyne-Crétual, Rezé            | Dimanche 22 décembre, 16 h 00 |
| (Pro D2)      | Mulhouse HSA              | 30-32    | Tremblay-en-France HB       | (Division 1) | Palais des sports, Mulhouse              | Dimanche 22 décembre, 18 h 00 |
| (Nationale 1) | Villefranche HBB          | 25-37    | Chambéry Savoie Handball    | (Division 1) | Palais omnisports d'Arnas, Arnas         | Dimanche 22 décembre, 20 h 45 |

### Huitièmes de finale
| Division     | Club                     | Résultat         | Club                        | Division     | Lieu                                           | Date, heure                  |
| ------------ | ------------------------ | ---------------- | --------------------------- | ------------ | ---------------------------------------------- | ---------------------------- |
| (Division 1) | Chambéry Savoie Handball | 33-27            | USAM Nîmes                  | (Division 1) | Le Phare, Chambéry                             | Mercredi 26 février, 20 h 00 |
| (Division 1) | Dijon Bourgogne Handball | 23-20            | Chartres Métropole Handball | (Pro D2)     | Palais des sports J-M Geoffroy, Dijon          | Jeudi 27 février, 20 h 00    |
| (Division 1) | US Dunkerque HGL         | 21-29            | HBC Nantes                  | (Division 1) | Salle Dewerdt, Dunkerque                       | Jeudi 27 février, 20 h 45    |
| (Division 1) | Saint-Raphaël VHB        | 28-36            | Pays d'Aix UCH              | (Division 1) | Palais des sports J-F Krakowski, Saint-Raphaël | Vendredi 28 février, 20 h 00 |
| (Division 1) | Fenix Toulouse           | 41-23            | UMS Pontault-Combault HB    | (Pro D2)     | Palais des sports André-Brouat, Toulouse       | Vendredi 28 février, 20 h 30 |
| (Division 1) | Tremblay-en-France HB    | 27-29 (2 - 4tab) | Sélestat AHB                | (Division 1) | Palais des sports, Tremblay-en-France          | Vendredi 28 février, 20 h 45 |
| (Pro D2)     | Billère Handball         | 27 - 26          | Cesson-Rennes MHB           | (Division 1) | Sporting d'Este, Billère                       | Samedi 1er mars, 19 h 00     |
| (Division 1) | Montpellier AHB          | 26 - 27          | Paris Saint-Germain         | (Division 1) | Park&Suites Arena, Montpellier                 | Dimanche 2 mars, 17 h 00     |

### Quarts de finale
| Division     | Club               | Résultat           | Club                   | Division     | Lieu                                     | Date, heure          |
| ------------ | ------------------ | ------------------ | ---------------------- | ------------ | ---------------------------------------- | -------------------- |
| (Division 1) | Sélestat AHB       | 31 - 32 (5 - 6tab) | Dijon Bourgogne HB     | (Division 1) | Rhénus Sport, Strasbourg                 | 12 avril 2014, 20h00 |
| (Pro D2)     | Billère Handball   | 23 - 32            | HBC Nantes             | (Division 1) | Sporting d'Este, Billère                 | 13 avril 2014, 17h00 |
| (Division 1) | Fenix Toulouse HB  | 42 - 43 (5 - 6tab) | Paris Saint-Germain HB | (Division 1) | Palais des sports André-Brouat, Toulouse | 13 avril 2014, 19h10 |
| (Division 1) | Chambéry Savoie HB | 29 - 27            | Pays d'Aix UCH         | (Division 1) | Le Phare, Chambéry                       | 13 avril 2014, 20h45 |

### Demi-finales
| Division     | Club                   | Résultat | Club               | Division     | Lieu                    | Date, heure  |
| ------------ | ---------------------- | -------- | ------------------ | ------------ | ----------------------- | ------------ |
| (Division 1) | Chambéry Savoie HB     | 30 - 27  | HBC Nantes         | (Division 1) | Le Phare, Chambéry      | 1er mai 2014 |
| (Division 1) | Paris Saint-Germain HB | 37 - 27  | Dijon Bourgogne HB | (Division 1) | Halle Carpentier, Paris | 3 mai 2014   |

### Finale
| 25 mai 2014 16h30 | Chambéry Savoie HB | 27 - 31       | Paris Saint-Germain HB                    | Halle Carpentier, Paris Arbitrage : Jean-Pierre Moréno, Michel Serrano |
| 25 mai 2014 16h30 | Kévynn Nyokas 8    | (12 - 15)     | Igor Vori, Luc Abalo et Samuel Honrubia 6 | Halle Carpentier, Paris Arbitrage : Jean-Pierre Moréno, Michel Serrano |
| 25 mai 2014 16h30 | ×4                 | Rapport [PDF] | ×3 ×5 ×1                                  | Halle Carpentier, Paris Arbitrage : Jean-Pierre Moréno, Michel Serrano |

## Vainqueur
| Vainqueur de la Coupe de France 2013-2014 Paris Saint-Germain HB 2e coupe de France |